# Nu tar vi monstret
Nu tar vi monstret (engelska: What a Whopper) är en brittisk komedifilm från 1961 i regi av Gilbert Gunn.

## Handling
En grupp vänner planerar att tjäna pengar genom att arrangera en bild på Loch Ness-monstret och sälja den till tidningarna.

## Rollista i urval
- Adam Faith - Tony Blake
- Sid James - Harry Sutton
- Carole Lesley - Charlie Pinner
- Terence Longdon - Vernon
- Clive Dunn - Mr. Slate
- Freddie Frinton - Gilbert Pinner
- Fabia Drake - Mrs. Pinner
- Marie-France - Marie
- Charles Hawtrey - Arnold
- Spike Milligan - luffaren
- Wilfrid Brambell - brevbäraren
- Terry Scott - sergeanten